# Golden Spin of Zagreb de 2015
O Golden Spin of Zagreb de 2015 foi a quadragésima oitava edição do Golden Spin of Zagreb, um evento anual de patinação artística no gelo, e que fez parte do Challenger Series de 2015–16. A competição foi disputada entre os dias 2 de dezembro e 5 de dezembro, na cidade de Zagreb, Croácia.

## Eventos
- Individual masculino
- Individual feminino
- Duplas
- Dança no gelo

## Medalhistas
| Evento                        | Ouro                                         | Prata                                             | Bronze                                           |
| Individual masculino detalhes | Denis Ten · Cazaquistão                      | Adam Rippon · Estados Unidos                      | Adian Pitkeev · Rússia                           |
| Individual feminino detalhes  | Elizaveta Tuktamysheva · Rússia              | Elizabet Tursynbayeva · Cazaquistão               | Karen Chen · Estados Unidos                      |
| Duplas detalhes               | Evgenia Tarasova · Vladimir Morozov · Rússia | Kristina Astakhova · Alexei Rogonov · Rússia      | Tarah Kayne · Daniel O'Shea · Estados Unidos     |
| Dança no gelo detalhes        | Charlène Guignard · Marco Fabbri · Itália    | Kaitlin Hawayek · Jean-Luc Baker · Estados Unidos | Tina Garabedian · Simon Proulx-Sénécal · Armênia |

## Resultados

### Individual masculino
| Pos.              | Nome                       | Nacionalidade  | Pontos | PC         | PL          |
| ----------------- | -------------------------- | -------------- | ------ | ---------- | ----------- |
| Medalha de ouro   | Denis Ten                  | Cazaquistão    | 276.39 | 94.03 (1)  | 182.36 (1)  |
| Medalha de prata  | Adam Rippon                | Estados Unidos | 237.87 | 72.23 (3)  | 165.64 (2)  |
| Medalha de bronze | Adian Pitkeev              | Rússia         | 223.68 | 70.21 (5)  | 153.47 (3)  |
| 4                 | Gordei Gorshkov            | Rússia         | 222.72 | 76.50 (2)  | 146.22 (4)  |
| 5                 | Moris Kvitelashvili        | Rússia         | 212.98 | 68.55 (6)  | 144.43 (5)  |
| 6                 | Alexander Johnson          | Estados Unidos | 212.85 | 71.95 (4)  | 140.90 (6)  |
| 7                 | Michael Christian Martinez | Filipinas      | 202.82 | 65.66 (7)  | 137.16 (8)  |
| 8                 | Liam Firus                 | Canadá         | 199.11 | 61.29 (11) | 137.82 (7)  |
| 9                 | Paul Fentz                 | Alemanha       | 189.49 | 56.07 (14) | 133.42 (9)  |
| 10                | Nicholas Vrdoljak          | Croácia        | 181.80 | 59.67 (12) | 122.13 (11) |
| 11                | Tomi Pulkkinen             | Finlândia      | 176.85 | 53.72 (16) | 123.13 (10) |
| 12                | Kevin Aymoz                | França         | 176.66 | 61.77 (10) | 114.89 (14) |
| 13                | Javier Raya                | Espanha        | 175.72 | 62.86 (9)  | 112.86 (16) |
| 14                | Alexander Bjelde           | Alemanha       | 175.21 | 64.55 (8)  | 110.66 (17) |
| 15                | Sean Rabbitt               | Estados Unidos | 174.09 | 54.34 (15) | 119.75 (12) |
| 16                | Maurizio Zandron           | Itália         | 169.53 | 53.45 (17) | 116.08 (13) |
| 17                | Abzal Rakimgaliev          | Cazaquistão    | 167.09 | 52.90 (18) | 114.19 (15) |
| 18                | David Kranjec              | Eslovênia      | 164.99 | 59.51 (13) | 105.48 (19) |
| 19                | Mattia Dalla Torre         | Itália         | 153.92 | 44.39 (22) | 109.53 (18) |
| 20                | Matthias Versluis          | Finlândia      | 144.18 | 50.56 (19) | 93.62 (20)  |
| 21                | Kwun Hung Leung            | Hong Kong      | 127.64 | 46.43 (20) | 81.21 (21)  |
| 22                | Conor Stakelum             | Irlanda        | 118.34 | 46.22 (21) | 72.12 (22)  |
| 23                | Marco Klepoch              | Eslováquia     | 109.62 | 43.34 (23) | 66.28 (23)  |

### Individual feminino
| Pos.              | Nome                   | Nacionalidade  | Pontos | PC         | PL         |
| ----------------- | ---------------------- | -------------- | ------ | ---------- | ---------- |
| Medalha de ouro   | Elizaveta Tuktamysheva | Rússia         | 201.33 | 69.48 (1)  | 131.85 (1) |
| Medalha de prata  | Elizabet Tursynbayeva  | Cazaquistão    | 176.33 | 56.88 (3)  | 119.45 (2) |
| Medalha de bronze | Karen Chen             | Estados Unidos | 175.35 | 56.82 (4)  | 118.53 (3) |
| 4                 | Alena Leonova          | Rússia         | 173.24 | 58.86 (2)  | 114.38 (4) |
| 5                 | Angela Wang            | Estados Unidos | 163.41 | 56.35 (5)  | 107.06 (5) |
| 6                 | Adelina Sotnikova      | Rússia         | 159.80 | 54.43 (7)  | 105.37 (6) |
| 7                 | Amy Lin                | Taipé Chinesa  | 142.29 | 47.01 (10) | 95.28 (7)  |
| 8                 | Daša Grm               | Eslovênia      | 132.11 | 47.81 (9)  | 84.30 (9)  |
| 9                 | Niki Wories            | Países Baixos  | 131.86 | 51.29 (8)  | 80.57 (10) |
| 10                | Anne Line Gjersem      | Noruega        | 131.01 | 44.38 (12) | 86.63 (8)  |
| 11                | Anni Järvenpää         | Finlândia      | 130.47 | 54.88 (6)  | 75.59 (11) |
| 12                | Sonia Lafuente         | Espanha        | 118.85 | 45.76 (11) | 73.09 (12) |
| 13                | Carol Bressanutti      | Itália         | 102.35 | 34.85 (14) | 67.50 (13) |
| 14                | Thita Lamsam           | Tailândia      | 94.31  | 37.49 (13) | 56.82 (16) |
| 15                | Tena Čopor             | Croácia        | 93.78  | 31.66 (15) | 62.12 (14) |
| 16                | Hristina Vassileva     | Bulgária       | 91.64  | 31.04 (16) | 60.60 (15) |

### Duplas
| Pos.              | Nome                                  | Nacionalidade  | Pontos | PC         | PL         |
| ----------------- | ------------------------------------- | -------------- | ------ | ---------- | ---------- |
| Medalha de ouro   | Evgenia Tarasova / Vladimir Morozov   | Rússia         | 192.22 | 73.06 (1)  | 119.16 (2) |
| Medalha de prata  | Kristina Astakhova / Alexei Rogonov   | Rússia         | 183.88 | 65.06 (2)  | 118.82 (3) |
| Medalha de bronze | Tarah Kayne / Daniel O'Shea           | Estados Unidos | 174.96 | 55.58 (6)  | 119.38 (1) |
| 4                 | Natalja Zabijako / Alexander Enbert   | Rússia         | 173.62 | 60.96 (4)  | 112.66 (4) |
| 5                 | Marissa Castelli / Mervin Tran        | Estados Unidos | 171.00 | 62.66 (3)  | 108.34 (5) |
| 6                 | Nicole Della Monica / Matteo Guarise  | Itália         | 163.78 | 58.66 (5)  | 105.12 (6) |
| 7                 | Sumire Suto / Francis Boudreau Audet  | Japão          | 137.06 | 46.62 (8)  | 90.44 (7)  |
| 8                 | Caitlin Fields / Ernie Utah Stevens   | Estados Unidos | 126.12 | 47.72 (7)  | 78.40 (8)  |
| 9                 | Bianca Manacorda / Niccolò Macii      | Itália         | 117.72 | 41.08 (9)  | 76.64 (9)  |
| 10                | Lana Petranović / Michael Lueck       | Croácia        | 106.94 | 36.38 (11) | 70.56 (10) |
| 11                | Marcelina Lech / Aritz Maestu         | Espanha        | 105.88 | 39.26 (10) | 66.62 (11) |
| 12                | Alexandra Iovanna / Filippo Ambrosini | Itália         | 86.90  | 33.10 (12) | 53.80 (12) |

### Dança no gelo
| Pos.              | Nome                                   | Nacionalidade  | Pontos | PC        | PL         |
| ----------------- | -------------------------------------- | -------------- | ------ | --------- | ---------- |
| Medalha de ouro   | Charlène Guignard / Marco Fabbri       | Itália         | 172.28 | 68.24 (1) | 104.04 (1) |
| Medalha de prata  | Kaitlin Hawayek / Jean-Luc Baker       | Estados Unidos | 153.06 | 58.76 (2) | 94.30 (2)  |
| Medalha de bronze | Tina Garabedian / Simon Proulx-Sénécal | Armênia        | 127.92 | 48.26 (4) | 79.66 (3)  |
| 4                 | Emi Hirai / Marien De La Asuncion      | Japão          | 127.92 | 51.04 (3) | 76.88 (4)  |
| 5                 | Olesia Karmi / Max Lindholm            | Finlândia      | 117.02 | 46.62 (5) | 70.40 (5)  |
| 6                 | Peroline Ojardias / Michael Bramante   | França         | 110.32 | 40.64 (7) | 69.68 (6)  |
| 7                 | Carolina Moscheni / Balázs Major       | Hungria        | 110.06 | 45.32 (6) | 64.74 (7)  |

## Quadro de medalhas
| Ordem | País           | Medalha de ouro | Medalha de prata | Medalha de bronze |    | Ordem por total |
| ----- | -------------- | --------------- | ---------------- | ----------------- | -- | --------------- |
| 1     | Rússia         | 2               | 1                | 1                 | 4  | 1               |
| 2     | Cazaquistão    | 1               | 1                |                   | 2  | 3               |
| 3     | Itália         | 1               |                  |                   | 1  | 4               |
| 4     | Estados Unidos |                 | 2                | 2                 | 4  | 1               |
| 5     | Armênia        |                 |                  | 1                 | 1  | 4               |
| TOTAL | TOTAL          | 4               | 4                | 4                 | 12 | —               |